# Hesperomeles gayana
Hesperomeles gayana är en rosväxtart som först beskrevs av Joseph Decaisne, och fick sitt nu gällande namn av J. F. Macbride. Hesperomeles gayana ingår i släktet Hesperomeles och familjen rosväxter. Inga underarter finns listade i Catalogue of Life.